# Befrachter
Befrachter (englisch shipper) ist ein Rechtsbegriff des Seehandelsrechts für die Vertragspartei des Verfrachters, die sich zur Ablieferung und Übergabe des Frachtguts verpflichtet.
Im allgemeinen Frachtrecht heißt der Befrachter Absender, beide haben dieselben Aufgaben. Der Befrachter kann mit der Ablieferung und Übergabe einen Dritten beauftragen, der Ablader genannt wird. Befrachter oder Ablader erhalten vom Verfrachter entweder eine Abladebestätigung oder ein Konnossement (§ 513 Abs. 1 HGB), die beide eine Bescheinigung über die Übernahme des Frachtguts darstellen. Sollten sich während des Transports Transportrisiken ergeben, so kann der Befrachter anhand der Dokumente die ordnungsgemäße Abladung nachweisen.

## Rechtsfragen
Der Verfrachter hat das Schiff zur Einnahme des Gutes an den im Frachtvertrag benannten oder an den vom Befrachter nach Abschluss des Frachtvertrags zu benennenden Ladeplatz hinzulegen (§ 528 Abs. 1 HGB). Bei der Angabe des Hafens durch den Befrachter handelt es sich nicht um eine Rechtspflicht, sondern um eine schlichte Mitwirkungshandlung des Gläubigers der Beförderungsleistung. Der Verfrachter wird gemäß § 481 Abs. 1 HGB durch den Stückgutfrachtvertrag verpflichtet, das Frachtgut mit einem Handelsschiff über See zum Bestimmungsort zu befördern und dort dem Empfänger abzuliefern. Der Befrachter wird gemäß § 481 Abs. 2 HGB verpflichtet, die vereinbarte Fracht bei Ablieferung (§ 493 Abs. 1 HGB) zu zahlen. Neben der Ablieferung und Übergabe ist der Befrachter nach § 482 Abs. 1 HGB auch verpflichtet, dem Verfrachter vor Übergabe des Gutes die für die Durchführung der Beförderung erforderlichen Angaben zum Gut zu machen. Insbesondere hat der Befrachter in Textform Angaben über Maß, Zahl oder Gewicht sowie über Merkzeichen und die Art des Gutes zu machen. Bei Gefahrgut muss der Befrachter gemäß § 483 HGB dem Verfrachter genaue Informationen über die Art der Gefahren zur Verfügung stellen. Nach § 487 HGB ist der Befrachter verpflichtet, dem Verfrachter alle Warenbegleitpapiere zur Verfügung zu stellen, die für eine amtliche Behandlung, insbesondere eine Zollabfertigung, vor der Ablieferung erforderlich sind. Nimmt der Befrachter diese Pflichten nicht wahr, so haftet er gemäß § 488 HGB. 
Da der Befrachter die Verfügungsmacht über das Frachtgut besitzt, kann er gemäß § 491 HGB insbesondere verlangen, dass der Verfrachter das Gut nicht weiterbefördert, es zu einem anderen Bestimmungsort befördert oder es an einem anderen Löschplatz oder einem anderen Empfänger abliefert. Das Verfügungsrecht des Befrachters erlischt nach Ankunft des Gutes am Löschplatz und geht auf den Empfänger über (§ 491 Abs. 2 HGB).